# Blechnum cycadifolium
Blechnum cycadifolium är en kambräkenväxtart som först beskrevs av Luigi Aloysius Colla, och fick sitt nu gällande namn av Sturm. Blechnum cycadifolium ingår i släktet Blechnum och familjen Blechnaceae. Inga underarter finns listade.